# Sport Huancayo
A Sport Huancayo Peru egyik labdarúgócsapata. A sárga és piros színekkel rendelkező együttes otthona Junín megye székhelye, Huancayo, hazai pályája az Estadio Huancayo.

## Története
A korábban Huancaína Sport Clubnak hívott együttes nevét 2007-ben változtatták a mai Sport Huancayóra; ma ezt az évet tekintik a klub alapítási idejének. A 2008-as Copa Perú bajnokság körzeti szakaszában bajnokok lettek, majd a megyei szinten az A csoport élén végezve bejutottak az elődöntőbe, végül a második helyen továbbjutva az 5. régióban is második helyet szereztek. Ezzel a csapat bejutott az országos szintre, ahol a végső négyes döntőig is eljutott, és hiába vesztette el első mérkőzését, utána mégis sikerült megnyernie az egész bajnokságot, és feljutnia az első osztályba. Ott 2009-ben valódi „meglepetéscsapatként” máris negyedik helyezettek lettek, és kivívták a jogot a Copa Sudamericana nemzetközi kupában való szereplésre, igaz, ott az uruguayi Defensor Sporting az első mérkőzésen 9–0-s vereséget mért rájuk, így hiába nyertek a visszavágón két góllal, nem jutottak tovább. Legjobb hazai eredményüket 2011-ben érték el, amikor a harmadik helyet sikerült megszerezniük, ezzel pedig jogot biztosítottak maguknak a Copa Libertadoresen való indulásra is. Ezen a kupán az argentin Arsenal de Sarandí búcsúztatta őket 4–1-es összesítéssel. 2012-ben otthon hatodikak lettek, 2014-ben viszont csak nehezen tudták elkerülni a kiesést.